# Marko Rehmer
Marko Rehmer (Berlino Est, 29 aprile 1972) è un ex calciatore tedesco, di ruolo difensore.

## Carriera

### Club
Cresciuto nelle giovanili dell'Union Berlino, vi debuttò in prima squadra nel 1990. Nel 1997 giocò la sua prima partita in Bundesliga con la maglia dell'Hansa Rostock. Dopo un interessamento da parte della Fiorentina nel 1998, passò nel 1999 all'Hertha Berlino, squadra in cui militò fino al 2005. Terminò la carriera nel 2007 dopo aver trascorso le ultime due stagioni all'Eintracht Francoforte.

### Nazionale
Con la Germania collezionò 35 presenze impreziosite da due reti. Debuttò il 2 settembre 1998 a La Valletta contro Malta (1-2) mentre giocò la sua ultima partita in Nazionale il 15 novembre 2003 a Gelsenkirchen contro la Francia (0-3). Partecipò inoltre al campionato d'Europa 2000 e al campionato del mondo 2002.

## Palmarès
- Coppa di Lega tedesca: 2

Hertha Berlino: 2001, 2002